# 查尔斯·史密斯 (1889年)
查尔斯·史密斯（英語：Charles Smith，1889年10月21日—1969年1月2日），美国男子帆船运动员。他曾代表美国参加1932年夏季奥林匹克运动会帆船比赛，联同罗伯特·卡尔森、弗雷德里克·科南特、坦普尔·阿什布鲁克、小唐纳德·威尔斯·道格拉斯和埃米特·戴维斯获得一枚银牌。